# Милош Ковачевић (народни херој)
Милош Ковачевић (Грахово, код Никшића, 1910 — близина Коњица, 26. фебруар 1943) био је учесник Народноослободилачке борбе и народни херој Југославије.

## Биографија
Рођен је 1910. године у Грахову код Никшића. У Грахову је завршио основну школу, као и два разреда тада јединствене школе у Југославији, приватне гимназије у Грахову. Њен оснивач, руководилац и професор био је Никола Ковачевић, један од стваралаца и организатора Комунистичке партије Југославије у Црној Гори, касније познати југословенски револуционар. Школа је почела да ради 1922. године и њени ђаци стицали су не само опште знање, већ и знање о класној борби и револуцији. Тако је Милош стекао прва револуционарна сазнања и од тада остао приклоњен идеји комунизма, као и низ других полазника ове школе, не само из Грахова, већ и из других крајева Црне Горе.
Пошто није имао материјалних услова за школовање, 1927. године, у седманаестој години, ступио је у Подофицирску школу у Билећи и завршио ју са одличним успехом 1930. године. Службовао је у Тузли, Травнику и Требињу. После доласка у Требиње, не само да се нашао у средини где се одвијала политичка активност КПЈ, већ је дошао под утицај познате граховске партијске организације, у којој су изузетно активну улогу имали његова браћа и рођаци. Неколико година помагао је Сави Ковачевићу у организовању партијског рада у билећком и требињском гарнизону. Године 1940, у требињском гарнизону формирана је партијска ћелија, а за њеног прочелника (секретара) био је изабран Милош.
У Априлском рату, борио се на фронту према Албанији. После слома и комадања Југославије, вратио се у Требиње, одакле је ускоро, због усташког терора, морао с породицом да пређе у Грахово. Активно је учествовао у припреми Тринаестојулског устанка у Грахову, а 17. јула 1941. године, именован је за командира чете у Граховском устаничком батаљону. Та чета је истог дана напала Италијане у Бари Граховској, а 22. јула учествовала у нападу на Грахово, по чијем је ослобођењу затварала правац Грахово-Рисан. После јењавања устанка, Милош је постао члан руководства Барског герилског одреда. Радио је на припремама борбе, као и на сузбијању утицаја петоколонашких елемената.
Као искусног војника, који се истакао у Априлском рату и у Тринаестојулском устанку, с водом бораца упутили су га на сектор Гацка, како би заједно с око 270 Црногораца и с херцеговачким јединицама учествовао у нападу на окупаторски гарнизон. Истакао се у Пљеваљској бици, где је био заменик командира чете у батаљону „Пеко Павловић“. Пошто је био рањен, враћен је на терен и, до маја 1942. године, радио је у штабу граховског батаљона и у Месном комитету КПЈ Грахово. Ангажовао се на разним војним, политичким и другим задацима, на учвршћењу војних јединица, позадине, народне власти и друштвених организација, те на разбијању пете колоне.
Када је, 12. јуна 1942. године, формирана Пета пролетерска бригада, био је постављен за заменика командира Прве чете Трећег батаљона. На тој дужности остао је до августа исте године и учествовао у борбама на тромеђи Црне Горе, Босне и Херцеговине, на Зеленгори и на правцу пробоја бригаде за Босанску крајину. До формирања дивизија, најпре је био заменик команданта Купрешког партизанског батаљона, а потом командант Прозорског партизанског батаљона.
Новембра 1942. године, био је именован за команданта Мостарског батаљона Десете херцеговачке бригаде. Батаљон и Милош су се истакли у заузимању Турбета, у борбама на прузи Сарајево-Босански Брод и у заузимању Жепча. За успех код Жепча похвалио их је Врховни командант Јосип Броз Тито. У нападу Треће дивизије на Прозор, с правца напада Десете херцеговачке бригаде, Милош је први продро са својим батаљоном. После тога, уследиле су изузетно тешке борбе у долини Неретве. Милош је погинуо је у једном од жестоких јуриша против четника и Немаца код Коњица, 26. фебруара 1943. године, на челу батаљона.
Указом председника Федеративне Народне Републике Југославије Јосипа Броза Тита, 24. јула 1953. године, проглашен је за народног хероја.